# HMS Göteborg (J5)
HMS Göteborg (J5) var en stadsjagare i svenska flottan. Fartyget byggdes vid Götaverken i Göteborg och levererades 30 oktober 1936 som första fartyg i Göteborg-klassen. Fartyget sjönk i Horsfjärdskatastrofen i september 1941, varpå hon bärgades och åter sattes i tjänst i september 1943. Göteborg utrangerades den 15 augusti 1958 och sänktes som skjutmål år 1962.

## Utformning och bestyckning
HMS Göteborg var 94,6 meter lång, 9,0 meter bred och hade ett djupgående av 2,6 meter. Standarddeplacementet var 1 040 ton och det maximala deplacementet var 1 240 ton. Maskineriet bestod av tre oljeeldade ångpannor av märket Penhoët, som levererade ånga till två ångturbiner av märket de Laval. Maskineriet hade effekten 32 000 hästkrafter vilket gav en toppfart på 39 knop.
Huvudartilleriet bestod av tre 12 cm kanoner m/24 C. Dessa var placerade en på backdäck, en midskepps mellan skorstenarna och en på akterdäck. Luftvärnet bestod av den nyutvecklade 25 mm luftvärnsautomatkanon m/32 Dessa satt i ett dubbellavetage på aktra bryggan, och två enkla på gångborden. Vidare fanns ombord även monterade kulsprutor, torpedtuber på däck samt sjunkbombskastare och sjunkbombsfällare.

## Historia

HMS Göteborgs vapen.

HMS Göteborg byggdes på Götaverken i Göteborg och sjösattes den 14 oktober 1935. Hösten 1936 var fartyget klart för provturer, och den 30 oktober 1936 levererades hon till Marinen. Vid andra världskrigets utbrott ingick Göteborg i kustflottan. På grund av den dåliga beredskapen på västkusten detacherades hon den 27 augusti 1940 tillsammans med HMS Klas Horn (3) till Göteborgseskadern. I mitten av oktober förflyttades hon tillbaka till kustflottan.

### Horsfjärdskatastrofen
Den 17 september 1941 låg Göteborg tillsammans med HMS Klas Uggla och HMS Klas Horn till kaj vid Horsfjärden i Stockholms skärgård, då en explosion inträffade i Göteborgs akterskepp. Explosionen orsakade en kedjereaktion ner till torpeddurken och hela akterskeppet sprängdes bort. Göteborg sjönk vid kajen och den följande branden sänkte även de båda andra jagarna som låg förtöjda innanför. 33 man omkom i olyckan. Fartyget bärgades, reparerades och kom åter i tjänst den 18 september 1943. Hon togs till slut ur tjänst den 18 augusti 1958.

### Sänkt som målfartyg

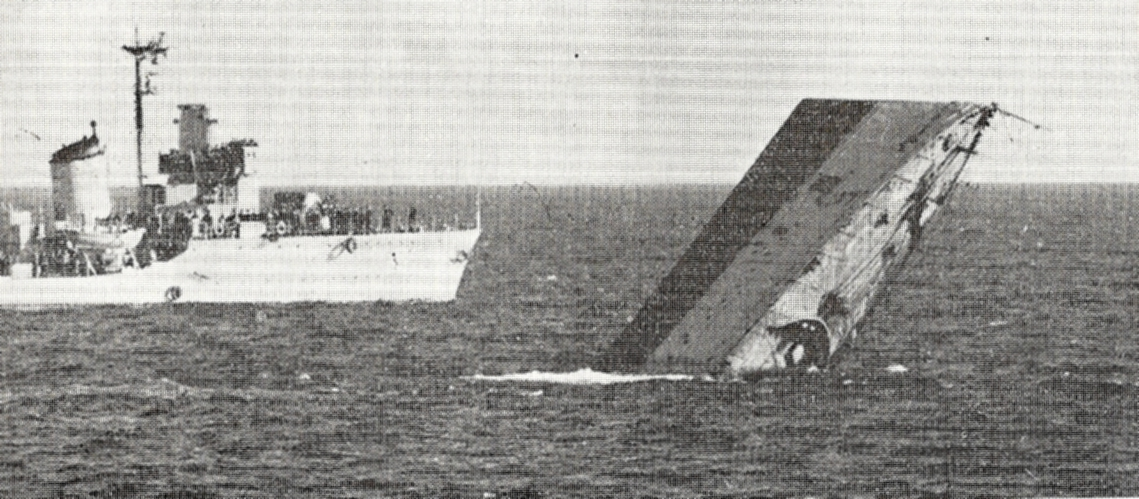
Göteborg sjunker efter att ha använts som målfartyg vid artilleriskjutövning. Till vänster ett fartyg ur Modeklassen.

Den 14 augusti 1962 drogs fartyget ut i Hanöbukten för att vara mål för 11. jagardivisionens övningsskjutning med stridsammunition. Efter skjutningen sattes skyddstjänstgrupper ombord för att öva läcktätning under realistiska former. Man blev dock tvingade att hastigt överge fartyget då hon var värre skadad än man först trott. Några minuter senare sjönk hon med aktern först. Förskeppet hade dock klarat sig utan skador och ett antal luftfickor gjorde att fartyget, med akterpartiet vilande mot botten, envist vägrade att sjunka. Först efter att på nära håll ha skjutit hål i förskeppet med 40 mm artilleri, lyckades man slutligen få Göteborg att lägga sig till vila på Hanöbuktens botten.
I Hanöbukten ligger hon knappt en sjömil från systerfartyget HMS Norrköping (J10) på koordinaterna 55°55.84′N 15°18.50′Ö / 55.93067°N 15.30833°Ö